# Estiphan Panoussi
Estiphan Panoussi (persisch استفان پانوسی; * 11. September 1935 in Sanandadsch, Iran) ist ein US-amerikanischer-iranischer orientalischer Philologe und Philosoph aramäischer Herkunft.

## Leben
Nach dem Studium der Philosophie 1958 in Rom studierte Panoussi in Löwen orientalische Philologie und schloss das Studium mit dem Doktorgrad (Ph.D.) ab. Es folgten Forschungsarbeiten der iranischen Philologie in Tübingen. 1967 promovierte Panoussi ebenfalls in Löwen in Philosophie. Er erwarb dabei die Sprachkenntnisse 10 altorientalischer Sprachen, insbesondere gilt er als einer der weltweit besten Kenner der Dialekte des Aramäischen (der Sprache Jesu), wie z. B. der Randsprachen des Jüdisch-Neuaramäischen von Sena.
Panoussi lehrte als Professor an der Universität Teheran, der Katholischen Universität Eichstätt-Ingolstadt und der Universität Göteborg und forschte unter anderem an der Universität von Kalifornien und der Harvard-Universität (Department of Near Eastern Languages and Cultures).

## Werke
Neben zahlreichen wichtigen Forschungsarbeiten über die Beziehungen der abendländischen, persischen und indischen Philosophie, der aramäischen Philologie (insbesondere des aussterbenden aramäischen Senaya-Dialektes) hat Panoussi das erste Lateinisch-Persische Wörterbuch entwickelt sowie zusammen mit Wolfgang Heinrichs (Harvard University) das Forschungsprojekt The Christian Senaya Dialect of Neo-Aramaic: Text, Grammer and Dictionary durchgeführt.

## Publikationen
- Über 25 Publikationen in persischer Sprache, aber auch in Deutsch, Englisch und Französisch.
- E. Panoussi: The Influence of Persian Culture and World-View upon Plato. 2002, ISBN 964-94459-6-X.
- E. Panoussi, R. Macuch: Neusyrische Chrestomathie. Wiesbaden 1974, ISBN 3-447-01531-4. (Cambridge 1982)

| Personendaten    | Personendaten                                                                |
| ---------------- | ---------------------------------------------------------------------------- |
| NAME             | Panoussi, Estiphan                                                           |
| KURZBESCHREIBUNG | US-amerikanischer orientalischer Philologe und Philosoph iranischer Herkunft |
| GEBURTSDATUM     | 11. September 1935                                                           |
| GEBURTSORT       | Sanandadsch, Iran                                                            |